# Indoreonectes evezardi
Indoreonectes evezardi là một loài cá vây tia thuộc họ Balitoridae.
Loài này chỉ có ở Ấn Độ.